# Китаб (пьеса)
Китаб, или Киттааб (малаял. കിത്താബ്), — пьеса на языке малаялам с юмористическим представлением молодой девушки, которая мечтает прочесть азан (в исламе — призыв к обязательной молитве), читаемый только мужчиной-муэдзином или мукри. Девушка ставит под сомнение подчинение женщин в своём обществе и восстаёт против общественных норм, танцуя со своими друзьями, крадя еду, в которой ей отказывают, и а также требуя права на произнесение азана.
Пьеса написана сценаристом-режиссёром Рапхикхом Мангалашшери. Она была выпущена в ноябре 2018 года в городе Ватакара индийского штата Керала, в то время, когда формировалось движение за права женщин, требующее права на богослужение в храме Сабаримала; за право мусульманских женщин участвовать в религиозных ритуалах; и за гендерное равенство в религиозной среде, включая назначение женщин имамами, а также участие в молитвах и руководство ими в мечетях.
По словам Рапхикха Мангалашшери, его пьеса «Китаб» не основана непосредственно на истории о Ваангу, а является независимой адаптацией, вдохновлённой рассказом «Ваангу» Унни Р.. Однако Унни Р. дистанцировался от драмы Мангалашшери, заявив, что она не соответствует его идеям и не имеет духовной ценности.

## Сюжет
Молодая мусульманка хочет стать муэдзином и читать азан, как её отец. Она крадёт жареную рыбу, которую её мать готовит для мужчин в доме, и говорит, что в этом нет ничего плохого с моральной точки зрения, ведь Патаччон (малаял. പടച്ചോന് «бог-создатель») поймёт, что девушкам дают недостаточно еды. После это отец отчитывает её, говоря, что женщины должны получать только половину от мужской нормы. В ответ девушка ехидно спрашивает, почему бы тогда женщинам не носить половину одежды от той, что носят мужчины.
Во время этого противостояния она выражает желание читать азан, вопреки запрету для женщин. Отец отвечает на все вопросы дочери, ссылаясь на большую книгу («Китаб»), а после запирает её, чтобы она больше не выступала в школьной пьесе (пьесе внутри пьесы). Он говорит дочери, что она не попадёт в рай, если будет продолжать такое поведение.
«Если я не попаду в рай из-за того, что пою и танцую, мне такой рай не нужен», — говорит девушка. Отец готов пойти на убийство после того как узнаёт, что она играла в школьной пьесе вопреки его запрету. Мать напоминает ему, что он не только муэдзин, но и отец. В конечном итоге он разрешает ей прочесть азан. Драма заканчивается тем, что девушка успешно призывает мусульман ко всеобщей молитве.

## Общественная реакция
«Китаб» показывает проблему дискриминации женщин в традиционной мусульманской семье. Описываются такие социальные проблемы, как дискриминация девочек при распределении продуктов питания, низкий уровень образования и практика полигамии. Спектакль по пьесе был представлен сельской средней школой Мемунда округа Кожикоде на межшкольный районный конкурс, где одержал победу и получил призы за лучшую драму и лучшую женскую роль. После этого школа должна была попасть в конкурс на уровне штата. Однако драма вызвала протесты со стороны исламских фундаменталистов и консерваторов, которых возмутило выступление против традиционных ценностей и патриархального уклада, что в итоге привело к прекращению участия средней школы Мемунда в конкурсе. Пьеса вызвала полемику о гендерном неравенстве и религиозной нетерпимости. Драма была поставлена в другой срок, вне конкурса.
Активисты и писатели, в том числе К. Саччиданандан и С. Хариш, выступили против исключения «Китаба» из государственного фестиваля. В совместном заявлении они осудили противостояние религиозных организаций реформаторским ценностям и свободе слова. Кинематографист Пратхап Джозеф провёл кампанию в социальных сетях, также заявив, что снятие пьесы с конкурса является «угрозой реформаторским ценностям и свободе слова».
Драматург А. Шантакумар написал в Facebook, что «школа умыла руки, отозвав пьесу и подчинившись диктату религиозных лидеров». Он также сетовал на то, что они изолировали автора пьесы Рапхикха Мангалашшери. Кумар спросил, почему те, кто много говорит о «реформаторских ценностях», молчат об изолировании Мангалашшери «фундаментализмом меньшинства».